# Jorge Soares Cristóvão
Jorge Soares Cristóvão ist ein Politiker aus Osttimor. Er ist Mitglied der Partei Congresso Nacional da Reconstrução Timorense (CNRT).
2021 war Cristóvão Vize-Koordinator der OJP, der Jugendorganisation des CNRT.
Am 1. Juli 2023 wurde Cristóvão, in der IX. Regierung Osttimors von Premierminister Xanana Gusmão, zum Staatssekretär für Kunst und Kultur vereidigt.